# Howick House
Pour les articles homonymes, voir Howick (homonymie).
Howick House est un site préhistorique du Mésolithique situé près du village de Howick, dans le Northumberland, en Angleterre. On y a trouvé les traces d'une maison ronde contenant d'importants restes alimentaires.

## Historique
Le site de Howick House a été découvert lorsqu'un archéologue amateur a remarqué des outils de silex sortant d'une falaise sablonneuse près de village de Howick, dans le Northumberland.

## Description
Le site archéologique est constitué d'un cercle de trous de poteaux, avec des taches de charbon de bois à leur base, dessinant le contour d'une maison, et d'un certain nombre de trous de pieux, certains orientés vers l'extérieur. On a trouvé à l'intérieur de la maison des foyers peu profonds remplis de charbon de bois, de coques de noix brulées, de quelques fragments d'os, et d'une grande quantité de coquillages marins.

## Datation
La datation par le carbone 14 des coques de noisette carbonisées a permis d'établir que la maison avait été érigée vers 7600 av. J.-C. et occupée pendant environ 100 ans. Elle a ainsi été qualifiée un temps de « plus vieille maison britannique ». Ce titre a été perdu en 2010 lors de l'annonce de la découverte d'une maison encore plus âgée à Star Carr, dans le Yorkshire du Nord.

## Analyse
Le volume des restes alimentaires trouvés et la solidité supposée de la construction, déduite du diamètre des trous de poteaux, ont conduit les chercheurs à estimer que cette maison était un lieu de résidence permanente plutôt qu'un lieu de transit saisonnier, et pouvait donc représenter un indice de sédentarisation précoce.